# Балка Довга (притока Ковсуга)
Ба́лка До́вга (рос. б. Долгая; Б. Долгая) — балка (річка) в Україні у Станично-Луганському районі Луганської області. Ліва притока річки Ковсуг (басейн Азовського моря).

## Опис
Довжина балки приблизно 8,26 км, найкоротша відстань між витоком і гирлом — 7,27 км, коефіцієнт звивистості річки — 1,14. Формується багатьма балками та загатами.

## Розташування
Бере початок на північно-західній стороні від села Велика Чернігівка. Тече переважно на південний захід і в селі Сотенне впадає в річку Ковсуг, ліву притоку річки Євсуг.

## Цікаві факти
- У 20-му столітті на балці існувало декілька курганів та 1 Газгольдер[1].